# Antoni Malczewski
Antoni Malczewski (Kniahinin, 3 giugno 1793 – Varsavia, 2 maggio 1826) è stato uno scrittore polacco.

## Biografia
Nel 1818 scalò con successo, tra i primi, il monte Bianco e l'Aiguille du Midi. Nel 1825 pubblicò il poema pessimista Maria, racconto ucraino.
Esponente della "scuola ucraina", si caratterizzò per il pessimismo e l'atmosfera malinconica, per la ricerca romantica nell'ambiente esotico dell'Ucraina cosacca, dello sfondo per le vicende del suo poema.